# Peratodonta uelensis
Peratodonta uelensis är en fjärilsart som beskrevs av Sergius G. Kiriakoff 1964. Peratodonta uelensis ingår i släktet Peratodonta och familjen tandspinnare. Inga underarter finns listade i Catalogue of Life.